# Strada statale 83 Marsicana

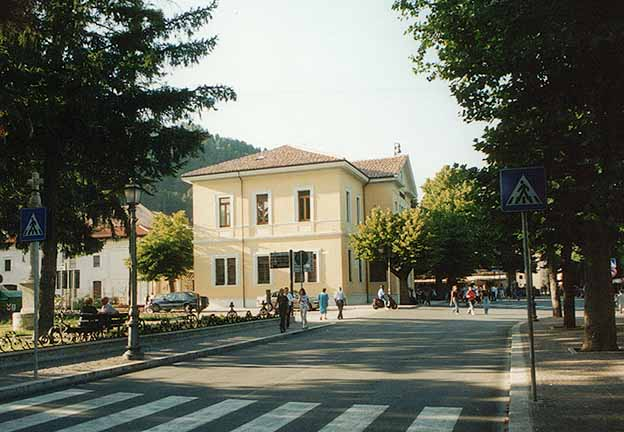
La statale nel tratto che attraversa il centro di Pescasseroli

La strada statale 83 Marsicana (SS 83) è una strada statale italiana che attraversa il parco nazionale d'Abruzzo, Lazio e Molise ed altre aree montane della regione Abruzzo.

## Storia
È nota anche come strada statale Marsico-Sarentina. Lungo il suo percorso si sono sviluppati alcuni villaggi degli sfollati a seguito del sisma del 1915 che devastò l'intera Marsica e parte del Lazio. Molte delle abitazioni provvisorie sono state gradualmente sostituite da case popolari o da altri edifici privati, caratterizzando il tessuto urbano dei paesi risorti lungo la statale, a volte distanti chilometri dai centri storici originari. L'arborazione è prevalentemente a pino nero, in particolare tra Alfedena e Castel di Sangro.

## Percorso
Ha inizio nell'ex alveo del Fucino, dove si innesta nella statale Tiburtina Valeria nel comune di Cerchio (AQ), percorrendo a mezzacosta le antiche sponde del lago Fucino prosciugato. Termina nei pressi di Castel di Sangro (AQ), precisamente al bivio di Ponte della Zittola con la strada statale 17 dell'Appennino Abruzzese e Appulo Sannitico, attraversando il territorio del parco nazionale d'Abruzzo, Lazio e Molise e alcuni centri dell'Alto Sangro.

## Turismo
Molto frequentata dai flussi turistici per la sua agibilità, nonostante i diversi tornanti panoramici, attraversa Pescasseroli, Opi, Villetta Barrea e Barrea dove costeggia interamente la sponda sinistra dell'omonimo lago. Dopo il bivio per il borgo abbandonato di Sperone e il piccolo paese di Gioia Vecchio entra nel territorio del parco nazionale costeggiando il rifugio del Diavolo e le sorgenti del fiume Sangro. Più a valle incontra il bivio per l'altrettanto panoramica e frequentata statale di Forca d'Acero, e gli accessi per le riserve integrali della val Fondillo e della Camosciara, nonché la strada statale 479 Sannite che porta agli impianti sciistici di Passo Godi e Scanno. Non è raro avvistare specie animali protette. La strada è anche frequentata dagli appassionati di mototurismo, in virtù delle innumerevoli curve e dei caratteristici paesaggi che attraversa.

## Cultura

### Cinema
Su questa strada sono state ambientate alcune scene della commedia-drammatica Un mondo a parte di Riccardo Milani con Virginia Raffaele e Antonio Albanese.